# Costa Azul

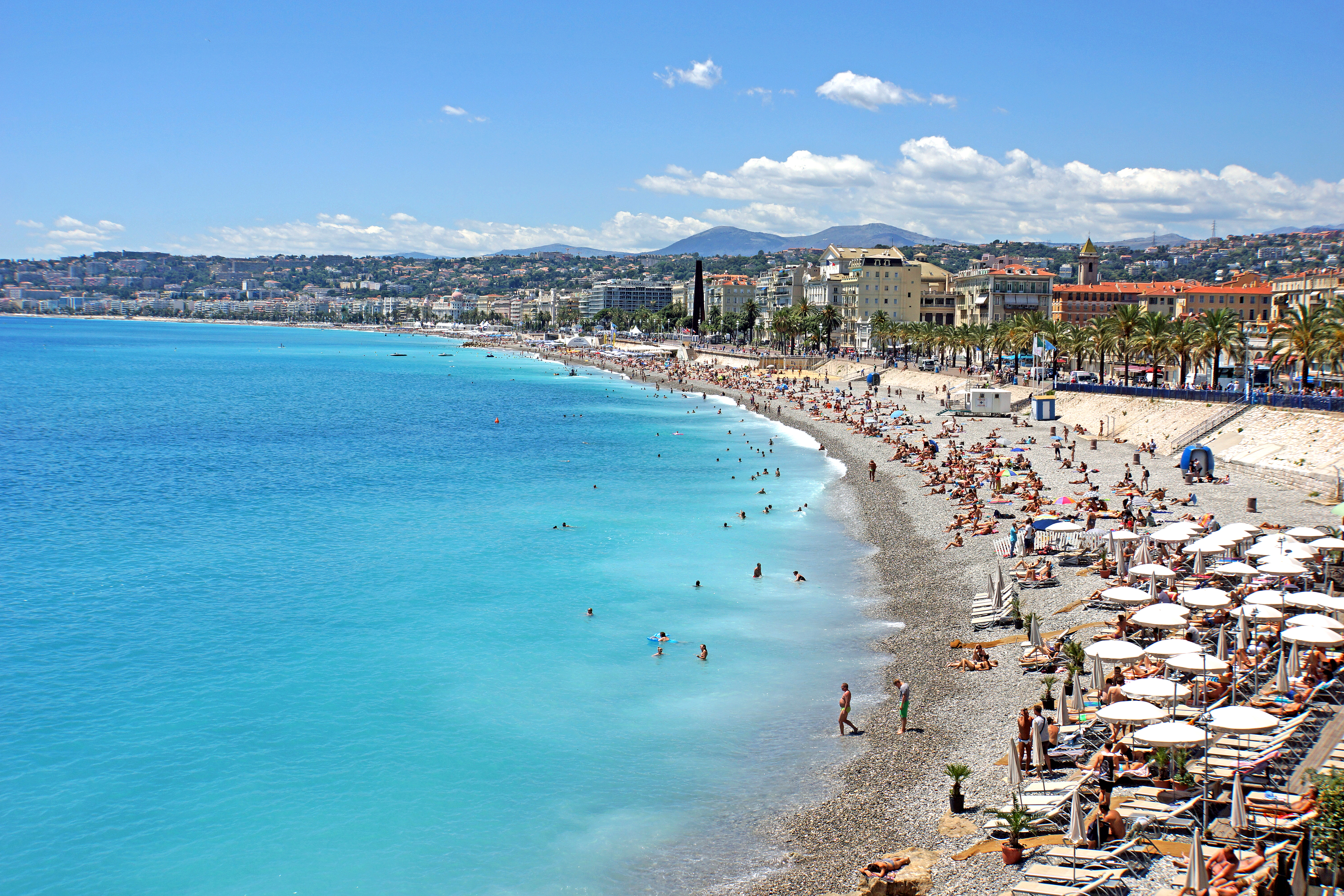
A zona costeira de Nice, em França.

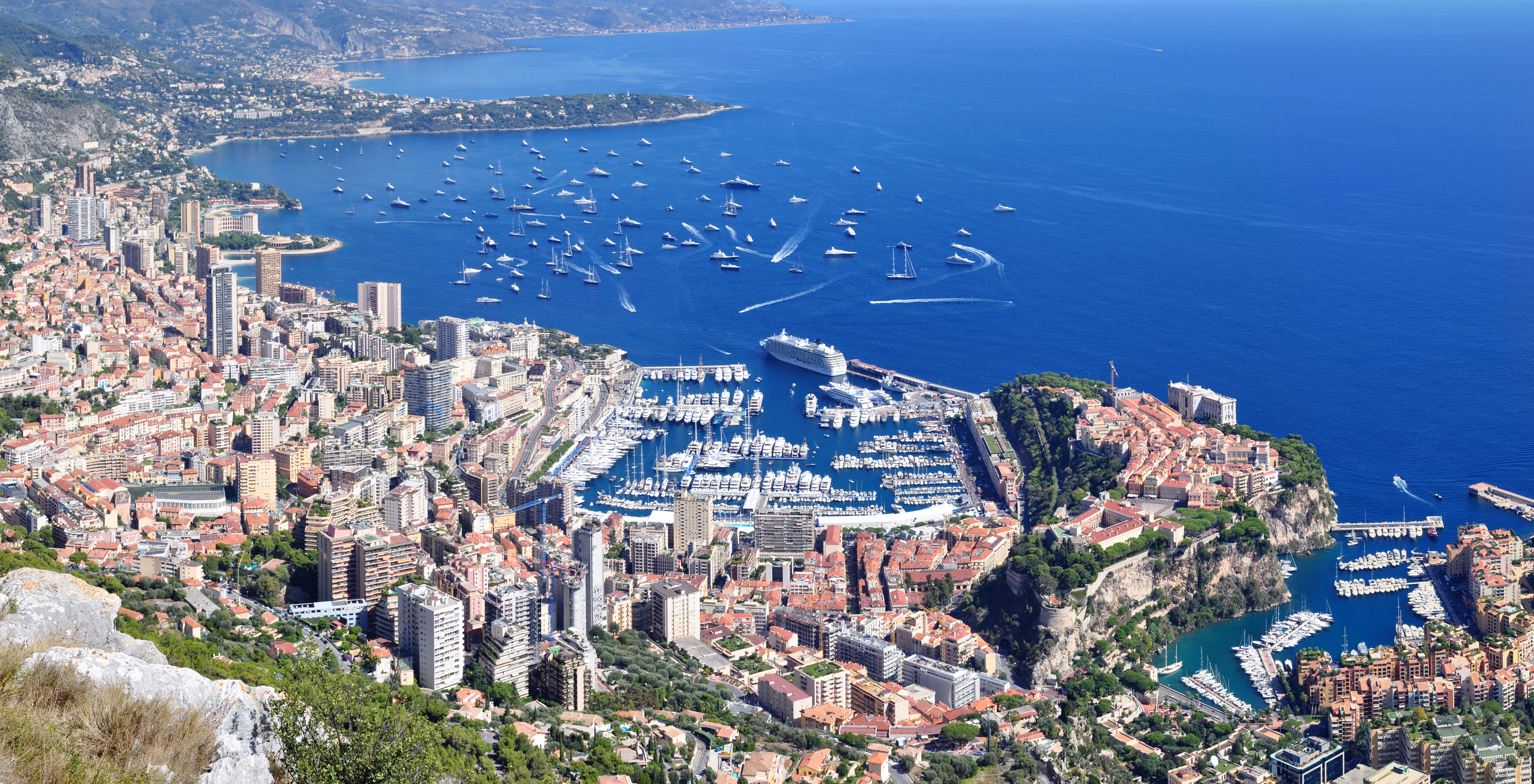
Vista geral do Principado do Mónaco.

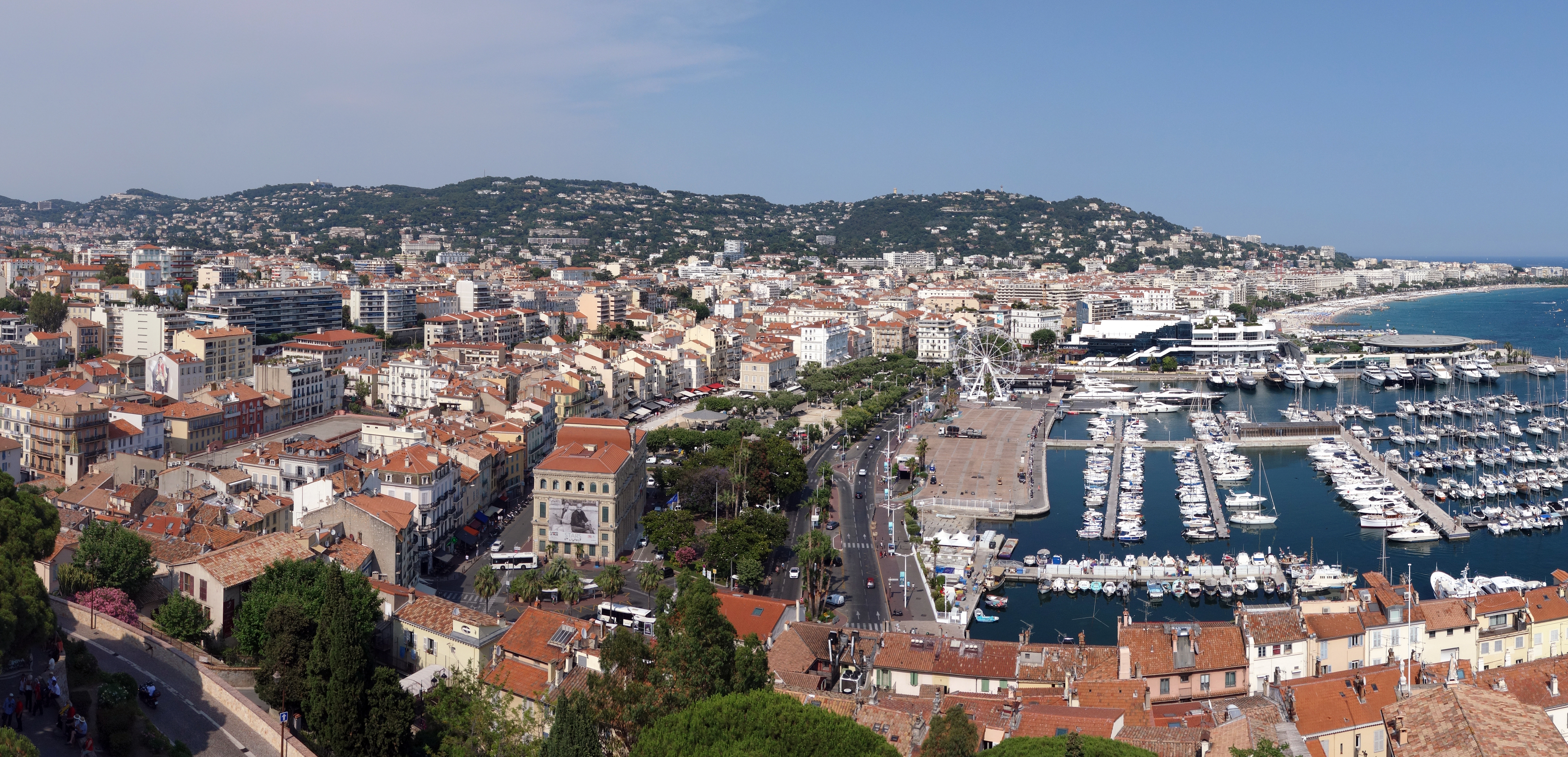
Vista de Cannes

A Costa Azul (em francês:  Côte d'Azur, em italiano:  Costa Azzurra), também chamada Riviera Francesa, é o nome dado a uma parte da costa mediterrânea no sudeste da França e a todo Mônaco. É um dos centros mundiais de turismo e residência de muitas pessoas famosas, considerada uma das áreas mais luxuosas, caras e sofisticadas do mundo, e que abriga locais emblemáticos como Monte Carlo, no Principado de Mônaco, Saint Tropez e Cannes, conhecida por seu festival de cinema.

## Etimologia
A expressão vem do escritor Stéphen Liégeard (1830-1925) e do seu livro La Côte d'Azur publicado em 1887 e que descreve a sua viagem pelas costas da Provença e da Ligúria, mais precisamente de Marselha a Gênova. Este dijonnês, que foi advogado, subprefeito e depois deputado do Segundo Império, dedicou-se à literatura; ele tinha uma vila em Cannes, onde passava o inverno. Tendo o Mediterrâneo diante dos olhos, teve a ideia desta criação coronímica ao pensar no seu departamento original, a Côte-d'Or, para nomear a sua região de férias como "Côte d'Azur". Azure é um termo heráldico que significa “cor azul”.
Outras interpretações destacam a densidade e o contraste das cores, não só do mar, mudando de acordo com as condições meteorológicas, mas também as do céu ou da luz que banha a região e às quais Liégeard não foi insensível e inspirou profundamente muitos artistas, como os pintores Henri Matisse ou Claude Monet, que se maravilharam com as paisagens que lhe foram oferecidas durante a sua estadia em Bordighera em 1884:

"É tão lindo aqui, tão claro, tão claro! Nadamos no ar azul, é até assustador. Eu moro em uma terra mágica. Não sei para onde me dirigir, está tudo magnífico e gostaria de fazer tudo; também uso e desperdiço muitas cores, porque há testes a serem feitos, esse país é um estudo totalmente novo para mim."
Na nova edição da sua obra, em 1894, Stéphen Liégeard observou que “o dicionário aumentou uma palavra”.

### Riviera
O termo "riviera" ou Riviera Francesa apareceu quando Nice foi anexada à França em 1860, que tem como modelo a riviera italiana que significa "uma região caracterizada pelo contato brutal do mar e da montanha". Especificava-se a Riviera Francesa, até Cap Mortolà, depois à Ligúria ou Riviera da Ligúria até Porto-Maurizio, trecho da costa que os italianos chamam de Riviera dei Fiori, literalmente "o Banco das Flores" em referência às produções hortícolas, numerosos entre Ventimiglia e Sanremo, e jardins de flores criados principalmente por turistas ingleses em férias no século XIX.
Encontravam-se estas particularidades até Hyères, a oeste, porque todo o trecho de costa entre Cap des Gardéens / Carqueiranne e a província de Impéria viveu a primeira epopeia turística com a chegada da ferrovia e os primeiros turistas no final do século XIX. Em francês, é comum os nomes “Rivière de Gênes” e “Rivière de Nice”.

## Geografia

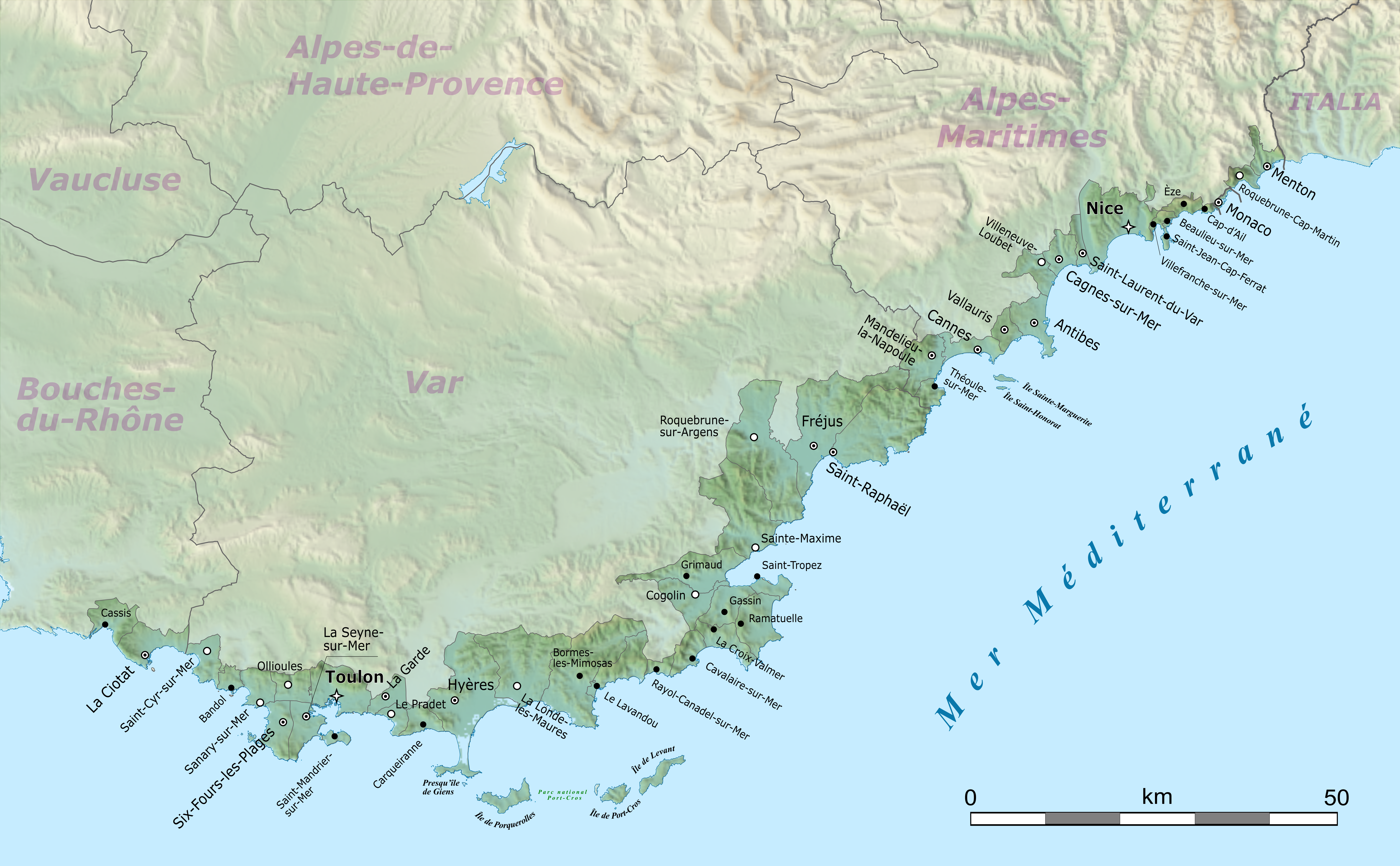
Mapa mostrando parcialmente a extensão da Costa Azul.

Sendo um nome não administrativo mas de origem literária, a Côte d'Azur não tem uma delimitação clara e indiscutível, e surgem diferentes limites entre o romance de Stephen Liégeard e as aceitações modernas. Pierre-Émile Blairon, na sua obra Guide secret de la Côte d'Azur (Guia Secreto da Costa Azul), baseia-se nas palavras de Stéphen Liégeard para demarcá-la de Marselha a Menton, tendo em conta as fronteiras políticas francesas. 
Hoje em dia, os limites da Côte d'Azur são bastante vagos no lado ocidental. Algumas fontes limitam-no a oeste pela cidade de Cassis e a leste por Menton (na fronteira italiana). Neste caso, abrange toda a costa dos departamentos de Var e Alpes Marítimos e parcialmente a de Bouches-du-Rhône. Os guias turísticos situam-no em Bandol (sem citar fontes bibliográficas específicas), na fronteira da península da Sicié, limitando a Côte d'Azur ao litoral dos departamentos de Var e Alpes-Maritimes. O livro Le Talentueux M. Ripley de Patricia Highsmith demarca a Côte d'Azur de Toulon a Menton. Alguns sites dedicados ao turismo vão da cidade de Hyères e suas ilhas, bem como da península de Giens, até Menton. Outras fontes limitam-no a Saint-Tropez e à sua península - que ficou famosa na década de 1960 por celebridades do cinema - até Menton. 
Finalmente, o posto de turismo do departamento dos Alpes Marítimos restringe a denominação de Côte d'Azur à faixa costeira do seu departamento sem fazer ligação com a versão original criada por Stéphen Liégeard. A delimitação proposta pelo posto de turismo dos Alpes Marítimos afasta-se dos escritos de Stéphen Liégeard, porque limita este espaço ao departamento dos Alpes Marítimos, ao mesmo tempo que abrange as estações de esqui, qualificando-as como “estações azurianas”. A Costa Azul tornou-se uma zona da moda entre o fim do século XIX e o começo do XX, particularmente entre as classes altas britânicas; o próprio Winston Churchill era um visitante frequente. Inicialmente era um resort de inverno, dado o clima temperado se comparado ao do norte e centro da Europa, todavia, não é de forma alguma quente durante este período do ano. Somente mais tarde tornou-se um destino popular também no verão. 
As localidades mais importantes da Riviera Francesa são:
- Antibes
- Brignoles
- Cagnes-sur-Mer
- Cap Bénat
- Cap d'Antibes
- Cap Lardier
- Carcès
- Cassis
- Cannes
- Cotignac
- Fréjus
- Grasse
- Grimaud
- Île du Levant
- Îles d'Hyères
- Juan-les-Pins
- Menton
- Marselha
- Mónaco (Principado)
- Nice
- Ollioules
- Saint-Jean-Cap-Ferrat
- Saint-Tropez
- Saorge
- Toulon
- Villefranche-sur-Mer